# يوجين مولدوفان
يوجين مولدوفان (بالفرنسية: Eugen Moldovan)‏ هو لاعب كرة قدم ومدرب كرة قدم كونغولي ومغربي، ولد في 5 نوفمبر 1961 في براشوف في رومانيا. لعب مع نادي براشوف.